# Châteaugay
Châteaugay é uma comuna francesa na região administrativa de Auvérnia-Ródano-Alpes, no departamento Puy-de-Dôme. Estende-se por uma área de 9,08 km². Em 2010 a comuna tinha 3 144 habitantes (densidade: 346,3 hab./km²).